# Heliconius plesseni
Heliconius plesseni är en fjärilsart som beskrevs av Riffarth 1907. Heliconius plesseni ingår i släktet Heliconius och familjen praktfjärilar. Inga underarter finns listade i Catalogue of Life.